# Kleiniella homalicephala
Kleiniella homalicephala är en insektsart som beskrevs av Altnt, Hoess och Burckhardt 2007. Kleiniella homalicephala ingår i släktet Kleiniella och familjen rundbladloppor.
Artens utbredningsområde är Gabon. Inga underarter finns listade i Catalogue of Life.